# Søvig
Søviggård er en gammel hovedgård i Outrup Sogn, Vester Horne Herred, Varde Kommune.
Gården blev oprettet i 1639 af ejerne af Hennegård.

## Historie
Søviggård, ved den nu udtørrede østlige ende af Filsø, blev 1639 oprettet til herregård af to bøndergårde (Vig, i Janderup Sogn, og Søgård) af Christoffer Hvas til Hennegård, hvis enke Anne Staverskov 1669 solgte den (23 Td. H.) til ridefoged på Riberhus Anders Nielsen (ⴕ c. 1710), som ægtede datteren Hedevig Elisabeth Hvas, ⴕ 1721. Hun blev 1714 beneficeret med Janderup Sogns kongetiende for livstid, fordi kronen skyldte hende endnu fra faderens tid 7586 Rd. Hun solgte gården 1717 (18 Td. H.) med halve Hesselmed for 8000 Rd. Til Ole Krappe til Nandrup (ⴕ 1728), som 1723 skødede den for 9000 Rd. Grov C. og 3000 Rd. I danske kroner til amtsforvalter i Ribe Rasmus Bondesen, ⴕ 1761, hvis enke overdrog den til svigersønnen Tøger Reenberg Sterm; derefter ejedes den af præsten John Herman Hansen Brorson (ⴕ 1799, gift med Magdalene Kathrine Rasmusdatter Bondesen), som 1786 skødede den (18 Td. H.) the Kaptajn J. A. Myhlenphort, ⴕ 1812; senere har den bl.a. været ejet af kaptajn C. V. Gyldenfeld, ritmester A. C. Rosenørn (ⴕ 1841), der købte den 1834. Nuværende ejer er Jens Jensen (Lyne).
Hovedbygningen, der har været omgiven af grave, bestod 1760 af 3 fløje, hvoraf en var opført af R. Bondesen; nu er der 4 længer.